# Joc Maonès
El joc maonès és un art marcial primitiu que consisteix a la mescla de la boxa i del karate però més simple. El seu origen apunta al segle xviii (entorn el 1736) fruit de la cruïlla de cultures i persones d'arreu d'Europa a aquella època, en especial degut a la dominació anglesa de l'illa. És un joc bastant minoritari que manca de regles i oficialitat més o menys important i la seva informació és escassa i una mica inaccessible.

## Història
Es tracta d'un joc tradicional que ha arribat als nostres dies amb un extens i ric volum de tècniques i normes que regulen la seva pràctica. La transmissió de coneixements per part de les persones que, al llarg dels anys, des de la creació del joc, han fet possible que aquesta art marcial es mantingués viva, encara que en alguns moments ho fos en cercles reduïts, probablement ha permès que aquest llegat ens hagi arribat sense gaires distorsions.

## Esports relacionats
El joc maonès és fruit de la mescla de la boxa i el karate. La boxa, és un joc individual de combat entre dos contrincants de la mateixa categoria (a la mateixa categoria lluiten contrincants del mateix pes) i consisteix a colpejar el contrari fins al K.O. tècnic (per punts) o fins al K.O. És un esport bastant famós i popular i que ha duit grans figures mediàtiques a l'escena dels mitjans de comunicació.
El Karate, és un art marcial d'autodefensa d'origen japonès i que consisteix a concentrar tota la força del cos a un punt determinat. Els atacs són explosius i també té un àmbit formatiu espiritual. Té molta repercussió avui en dia.

## Reglament
Es practica amb guants de cuir enfundats en llana o en teixit mullat i es pot impactar al contrari tant amb les mans com amb els peus.